# Shiny Entertainment
Shiny Entertainment fue una empresa desarrolladora de videojuegos con sede en Newport Beach, CA del Sur, y es la creadora de títulos de éxito tales como Earthworm Jim, MDK, Sacrifice (videojuego) y Enter the Matrix. Shiny fue fundada por David Perry en octubre de 1993, siendo actualmente propiedad de Foundation 9, Entertainment Inc.

## Historia
La historia de Shiny Entertainment comienza con la de su fundador, David Perry, un desarrollador de juegos veterano que comenzó su carrera escribiendo libros sobre programación de videojuegos a los 15 años. Más adelante, mientras trabajaba en el videojuego de la película Terminator en Londres, el publisher, Virgin Games, le pidió que terminase el proyecto en Irvine, CA. Perry aceptó y se trasladó a los Estados Unidos en 1991. Una vez allí, desarrolló varios juegos para la consola Genesis de SEGA: Global Gladiators ("Game of the Year" de Sega), Cool Spot, El Libro de la Selva y Aladdin, que fue número uno en todo el mundo.
Las buenas relaciones de Perry con algunos miembros del equipo fue creciendo conforme crecían los proyectos, y fue cuando recibió la Tarjeta de Residencia Permanente de los Estados Unidos cuando decidió formar Shiny Entertainment. Para ello, firmó un contrato de distribución de tres juegos con Playmates Interactive Entertainment. Dichos juegos fueron Earthworm Jim, Earthworm Jim 2 y MDK, y contaron con buenas críticas además de elevadas cifras de ventas.
El primer juego desarrollado por Shiny fue Earthworm Jim, que ganó el premio "Game of the Year" de SEGA, despertando gran interés en la empresa y lanzándola como estudio de primera línea.
El éxito de Earthworm Jim trajo consigo la creación de un show de televisión conjuntamente con Universal Cartoon Studios, así como diferentes acuerdos publicitarios con Warner Kids Network, Playmates Toys, y Marvel, que hizo el cómic oficial.
Tras dos secuelas(Earthworm Jim 2 y Earthworm Jim Special Edition para Sega CD), Shiny decidió explorar el mundo de los juegos 3D con el juego MDK. En ese instante, Interplay Entertainment compró Shiny, co-publicando así MDK junto con Playmates Interactive Entertainment. Interplay encargó al estudio Bioware (creador de Baldur's Gate) el desarrollo de su secuela, MDK 2.
En el año 2002, durante el desarrollo de Enter the Matrix, Shiny fue adquirida por Infogrames (que luego cambiaría su nombre por el de Atari), por el valor de 47 millones de dólares. Atari sólo compró el estudio y los derechos para desarrollar videojuegos basados en Matrix. 
En el año 2006, Atari hizo público su interés en vender todos sus estudios de desarrollo, así que David Parry dejó la empresa para facilitar la operación de venta.
Varios meses después, Perry fundó dos nuevas empresas, llamadas gameconsultants.com y gameinvestors.com. Actualmente dirige también un nuevo juego RPG masivo en línea llamado 2 Moons.
El 2 de octubre de 2006, Foundation 9 Entertainment adquirió Shiny Entertainment.

## Juegos
- 1994 Earthworm Jim
- 1995 Earthworm Jim 2
- 1997 MDK
- 1998 Wild 9
- 1999 R/C Stunt Copter
- 1999 Earthworm Jim 3D
- 2000 Messiah,
- 2000 Sacrifice
- 2003 Enter the Matrix
- 2005 The Matrix: Path of Neo